# Малое Шахчурино
Ма́лое Шахчу́рино (чув. Кĕçĕн Шахчăр) — деревня в Чебоксарском районе Чувашской Республики. Входит в состав Синьяльского сельского поселения.

## География
Находится в северной части Чувашии на расстоянии менее 2 км на север по прямой от районного центра поселка Кугеси.

## История
Известна с 1795 года как выселок деревни Шахчурина (ныне не существует) с 11 дворами. В 1858 году было отмечено 104 жителя, в 1897—134, в 1926 — 31 двор, в 1939—135 жителей, в 1979—141. В 2002 году 31 двор, 2010 — 35 домохозяйств. В период коллективизации был организован колхоз «Совпартшкола», в 2010 году действовал СХПК им. Кадыкова.

## Население
Постоянное население составляло 97 человек (чуваши 97 %) в 2002 году, 107 в 2010.